# Polícia de Vigilância e Defesa do Estado
A Polícia de Vigilância e Defesa do Estado (PVDE) foi uma polícia do Estado Português, que funcionou entre 1933 e 1945. A PVDE tinha como atribuições a vigilância das fronteiras, o controlo de estrangeiros, a fiscalização da emigração e a segurança do Estado.

## Organização
A PVDE dependia do ministro do Interior e incluía:
- Diretor
  - Secção Internacional
  - Secção de Defesa Política e Social
  - Serviços Secretos
  - Serviços Gerais

## História
A PVDE foi criada pelo Decreto-Lei n.º 22 992, de 29 de Agosto de 1933, a partir da fusão das anteriores Polícia Internacional Portuguesa e Polícia de Defesa Política e Social.
Teve como primeiro Director e fundador o Capitão Agostinho Lourenço. De acordo com o Professor Douglas Wheeler, Lourenço terá fundado a PVDE inspirando-se em modelos britânicos.
Durante o seu período de existência destacaram-se as suas atividades contra as infiltrações em território português de elementos antagónicos durante a Guerra Civil de Espanha, as suas atividades como polícia política e as suas atividades de contra-espionagem durante a Segunda Guerra Mundial.
Em 1945, foi substituída pela Polícia Internacional e de Defesa do Estado.